# Jean-Pierre Wafflard
Jean-Pierre Thierry Émile Wafflard (ur. 27 grudnia 1968 w Saint-Josse-ten-Noode) – belgijski zapaśnik walczący w stylu klasycznym. Dwukrotny olimpijczyk. Zajął szesnaste miejsce w Barcelonie 1992 i siedemnaste w Atlancie 1996. Walczył wadze średniej.
Dziesiąty na mistrzostwach świata w 1989 i 1991. Szósty na mistrzostwach Europy w 1993 roku.

## Turniej wBarcelonie 1992
| Konkurencja          | Walki                      | Walki                    | Klas. końcowa |
| Konkurencja          | Przeciwnik I               | Przeciwnik II            | Miejsce       |
| -------------------- | -------------------------- | ------------------------ | ------------- |
| 82 kg styl klasyczny | Magnus Fredriksson (SWE) P | Park Myeong-seok (KOR) P | 16.           |

## Turniej wAtlancie 1996
| Konkurencja          | Walki                  | Walki                | Klas. końcowa |
| Konkurencja          | Przeciwnik I           | Przeciwnik II        | Miejsce       |
| -------------------- | ---------------------- | -------------------- | ------------- |
| 82 kg styl klasyczny | Waleryj Cyleńć (BLR) P | Pavel Frinta (TCH) P | 17.           |